# Móspine
Móspine (en ucraïnès Мо́спине, en rus Мо́спино, Móspino) és una ciutat de l'óblast de Donetsk a Ucraïna, situada el 2014 a zona ocupada República Popular de Donetsk de la Rússia. El 2021 tenia 10.493 habitants.